# Monopsyllus fengi
Monopsyllus fengi är en loppart som beskrevs av Liu Deshan, Xie Baoqi et Wang Dunqing 1986. Monopsyllus fengi ingår i släktet Monopsyllus och familjen fågelloppor. Inga underarter finns listade i Catalogue of Life.